# Handroanthus lapacho
Handroanthus lapacho là một loài thực vật có hoa trong họ Chùm ớt. Loài này được (K.Schum.) S.O.Grose mô tả khoa học đầu tiên năm 2007.